# باول غروندي
باول غروندي (بالإنجليزية: Paul Grundy)‏ هو مهندس أسترالي، ولد في 12 مايو 1935 في ملبورن في أستراليا، وتوفي بنفس المكان في 6 يناير 2013 بسبب ورم الدماغ.